# Joe Clarke (kajakář)
Joseph Scott „Joe“ Clarke (* 3. listopadu 1992 Stoke-on-Trent, Anglie) je britský vodní slalomář, kajakář závodící v kategoriích K1 a KX-1.
V letech 2014 a 2015 byl součástí britského družstva, které na světových šampionátech získalo bronzové medaile v závodech hlídek.
Na letních olympijských hrách poprvé startoval v Riu 2016, kde v závodě kajakářů vybojoval zlatou medaili. Pro LOH 2020 se neprobojoval do britské reprezentace, ale na Letních olympijských hrách 2024 skončil mezi kajakáři na páté příčce a v olympijské premiéře kajak krosu získal stříbrnou medaili.